# Hyssia sminthistis
Hyssia sminthistis là một loài bướm đêm trong họ Noctuidae.